# Комарово (Добрянский район)
Комарово — деревня в Добрянском районе Пермского края. Входит в состав Сенькинского сельского поселения.

## Географическое положение
Деревня расположена в нижнем течении реки Шемети, в 12 км к югу от административного центра поселения, села Сенькино.

## Население
| 2010 |
| ---- |
| 1    |

## Улицы
- Дружбы ул.
- Новая ул.

## Топографические карты
- Лист карты O-40-53 Доьрянка. Масштаб: 1 : 100 000. Издание 1977 г.